# Komló
Komló este un oraș în districtul Komló, județul Baranya, Ungaria, având o populație de 24.687 de locuitori (2011). 

## Demografie
Componența etnică a orașului Komló
     Maghiari (90,39%)
     Romi (5,14%)
     Germani (3,03%)
     Necunoscut (0,63%)
     Alții (0,8%)
Componența confesională a orașului Komló
     Fără religie (33,19%)
     Romano-catolici (29,6%)
     Reformați (3,47%)
     Atei (1,88%)
     Necunoscută (30,82%)
     Alte religii (2,51%)
Conform recensământului din 2011, orașul Komló avea 24.687 de locuitori. Din punct de vedere etnic, majoritatea locuitorilor (90,39%) erau maghiari, existând și minorități de romi (5,14%) și germani (3,03%). Apartenența etnică nu este cunoscută în cazul a 0,63% din locuitori. Nu există o religie majoritară, locuitorii fiind persoane fără religie (33,19%), romano-catolici (29,6%), reformați (3,47%) și atei (1,88%). Pentru 30,82% din locuitori nu este cunoscută apartenența confesională.